# کالیگا
کالیگا (به لهستانی:  Kaliga) یک روستا در لهستان است که در گمینا رادوشتسه واقع شده‌است.
 کالیگا  ۱۵۰ نفر جمعیت دارد.